# Digi
A DIGI Távközlési és Szolgáltató Kft. egy  távközlési és médiaszolgáltató vállalat volt.  A cég a román RCS&RDS konzorciumhoz tartozik (mely a Digi Communications N.V. leányvállalata). 
Jelenleg a magyar 4iG cégcsoport része. 2025. január 1-jén a cég felvette a One márkát, majd 2025. szeptember 30-án jogilag is beleolvad a magyar anyacégbe, a One Magyarországba.
2025. október 1-jén végleg megszűnik Magyarországon, és csak Romániában lesz elérhető

## Története
A cég elődje az EPA-HCS Kft. (Észak-pesti Antenna és Hungarian Cable System) volt, melyet 1994-ben alapított Teszári Zoltán romániai magyar vállalkozó. A társaság az 1990-es években 15 kisebb kábeltársaságot vásárolt fel, így szolgáltatási területe folyamatosan bővült. Az 1998-ban alapított EMKTV Kft. (Egyesült Magyar Kábeltelevízió) az EPA-HCS Távközlési Szolgáltató Kft., az INTERNET-TELE Szolgáltató és Kereskedelmi Kft., a Telenetto Híradástechnikai Kereskedelmi és Szolgáltató Kft., a Terézvárosi Kábeltelevízió és Kereskedelmi Kft., a HCS Invest Távközléstechnikai és Szolgáltató Kft. nevű társaságokkal 2000-ben egyesülve azonos néven működött tovább 2006-ig, amikor Magyarországon bevezették a DIGI márkanevet. A cégek technológiai infrastruktúrája és tulajdonosi szerkezete gyakorlatilag változatlan maradt.
2018-ban kb. 511 000 magyarországi ügyféllel rendelkezett. Az Invitel felvásárlását követően az előfizetők száma 1,1 millióra növekedett. 2019. május 27-én Magyarországon is elindította mobilszolgáltatásait saját hálózatán, melynek körzetszáma 06-50.
2021. március 29-én bejelentették, hogy az RCS&RDS eladja a teljes magyar DIGI cégcsoportot (DIGI Kft., Invitel Zrt. és ITV Zrt) a 4iG Nyrt. érdekeltségébe tartozó Antenna Hungáriának. Az üzlet 2022. január 3-án zárult le. A magyar leányvállalat a felvásárlás lezárását követően két évig használhatja a Digi márkanevet. 2025. január 1-én a cég a One Magyarország része lett. 
2022 júniusában bejelentették, hogy 2022. augusztus 5-ével megszűnik a DIGI Magyarország saját gyártású három sportcsatornája (DIGI Sport 1, 2 és 3). Ezek helyét az egyelőre DIGI-exkluzív Match4 adó veszi át, majd szeptember 1-jén a DIGI 5 tematikus csatornája (Life, Animal World, World, H!T Music Channel és Music Channel) is megszűnt.

## Szolgáltatások

### Telefon
- Vezetékes telefonszolgáltatás kiegészítő csomagokkal: hagyományos, vezetékes telefonszolgáltatás.
- Mobilszolgáltatás: DIGI Mobil - a Digi saját mobil rádiótelefon szolgáltatása.

### Internet
- Kábelnet (FTTB): "Fiber to the Building", azaz optikai szálon érkezik a jel az épületbe, ahonnan UTP kábelen keresztül biztosított, korlátlan, széles sávú internetkapcsolat.
- Optikai hálózaton keresztül nyújtott internet (FTTH): üvegszálas kábelen keresztül biztosított internetszolgáltatás, amely különösen gyors adattovábbítást tesz lehetővé.
- Mobilinternet: vezeték nélkül, mobilhálózaton keresztül biztosított internetkapcsolat.

### Televízió
- IPTV: Invitel telefonvonalon, ADSL és üvegszálas technológián keresztül nyújtott, hagyományos tévékészülékeken fogható, interaktív tévészolgáltatás, amely segítségével számos csatorna HD minőségben is elérhető.
- Kábeltelevízió: kábelhálózaton igénybe vehető, analóg vagy digitális televízió szolgáltatás, amely nagy felbontású, HD minőségű adások sugárzását is lehetővé teszi.
- Műholdas (Sat) TV: Műholdas rendszeren továbbított televíziószolgáltatás.

### DIGI TV (műholdas szolgáltatás)
A DIGI műholdas televízió szolgáltatása, a Digi TV 2006-ban indult el az átlagos piaci áraknál jóval alacsonyabb árakkal Emiatt a többi tv szolgáltató árcsökkentésre kényszerült: a cég a piacon négy hónap alatt csaknem negyvenszázalékos árzuhanást idézett elő. 
A Digi TV induláskor egy alapcsomagot kínált (33 csatornával), valamint a prémium filmcsomagokat. Ez is arra késztette a műholdas és kábelszolgáltatókat, hogy az alapcsomagjukban jelentősen bővítsék a kínálatot. A Digi TV volt az első, amely az alapcsomagjában pornócsatornát is kínált.

### DigiKábel (kábeles szolgáltatás)
A cég számos településen nyújt vezetékes internet, telefon és kábeltelevízió szolgáltatást. A DIGI a kábelhálózatait folyamatosan fejleszti. 
A vállalatnak háromféle internet-hozzáférési szolgáltatása van: FTTH (optikai hálózaton), LAN alapú (optikai/ethernet hálózaton), kábelmodemes (koaxiális hálózaton). A DIGI telefonszolgáltatása az úgynevezett VoIP (Internetprotokoll alapú hangátvitel) technológián alapul.
2009 végén a DIGI megvásárolta a TvNetWork Nyrt. 30%-át, ezzel bővítve a kábelhálózatát több magyarországi nagyvárosban, többek között Budapesten, Szegeden és Pécsen is.

### DIGI Mobil (mobilszolgáltatás)
2008 októberében új mobilpályázatokat hirdetett meg a Nemzeti Hírközlési Hatóság annak érdekében, hogy élénküljön a verseny a telefon és az internet piacon. A DIGI is pályázott, főleg a 450 MHz-es frekvenciára. A DIGI ajánlata tűnt a legkedvezőbbnek, a cég a mobilszolgáltatást legkorábban már 2009 áprilisában elindította volna - sajtóértesülések szerint ez viszont esélytelennek tűnt. 2009 áprilisában az NHH váratlanul bejelentette, hogy nem lesz negyedik mobilszolgáltató. A hatóság a gazdasági válságra hivatkozott.
A 2014 szeptemberében lezárult újabb frekvenciapályázaton a Digi 10 MHz (2x5 MHz FDD) frekvenciablokkhoz jutott az 1800 MHz-es frekvenciasávon. Így 2019. május 27-én elindult a DigiMobil szolgáltatás, 2020.12.31-ig tesztüzemben. A DigiMobil jelenleg azon településekről vehető igénybe, amelyek szerepelnek a lefedettségi térkép alatt található listában.  
A havi előfizetési díj a tesztidőszakban 0 Ft volt, a hálózaton belüli hívás és SMS küldés szintén ingyenes. Egyéb belföldi irányba 5 Ft/perc díjat, illetve 21 Ft/SMS díjat kellett fizetni, MMS szolgáltatás nem érhető el. A mobilinternet-szolgáltatás 2019. július 4-től korlátlan lett. A Digi előhívószáma a 0650, számhordozás lehetséges. 2019. július 26-tól a roaming szolgáltatás is elérhető.  2019. szeptemberétől pedig már az M2-es és az M3-as metróvonalon is használható a hálózat.

## Támadások, kritikák
- A Digi TV indulásakor – akárcsak 1994-ben – több szolgáltató levélben fordult az Országos Rádió és Televízió Testülethez (ORTT), a Nemzeti Hírközlési Hatósághoz (NHH), a Gazdasági Versenyhivatalhoz (GVH), az IHM-hez és Juhász Károly hírközlési ombudsmanhoz, hogy állásfoglalást kérjenek. A szakma álláspontja szerint ugyanis a Digi TV által kínált alacsony árú szolgáltatások hátrányosan érintenék a kábeltévés vállalkozásokat.[20] A (GVH) viszont nem indított versenyfelügyeleti eljárást a szolgáltatást nyújtó Egyesült Magyar Kábeltelevízió Kft. (EMKTV) ellen gazdasági erőfölény hiányában.[21]

- Fél év alatt több mint 168 ezer előfizetőt szerzett a Digi TV. Mivel eredetileg csupán hetvenezres ügyfélkörre számítottak az év végéig, sokszor hetekig kellett várni a bekötésre. A nagy érdeklődés láttán kétszázezerre módosították a tervet.

- Kezdetben a vállalat műholdas szolgáltatásánál hátrány volt az is, hogy a Digi TV-t legfeljebb egy TV-n lehetett nézni egy lakásban, ellentétben a kábeltévés szolgáltatásokkal.[22] Ma már 3 darab dekóder is igényelhető.

- Az ügyfelek eleinte gyakran panaszkodtak a gyenge képminőségre és az adás gyakori megszakadására. A Digi TV viszont állította, hogy a képminőség megfelelő, ha a parabolaantenna jól be van állítva.[23]

### A kódolt adások feltörése

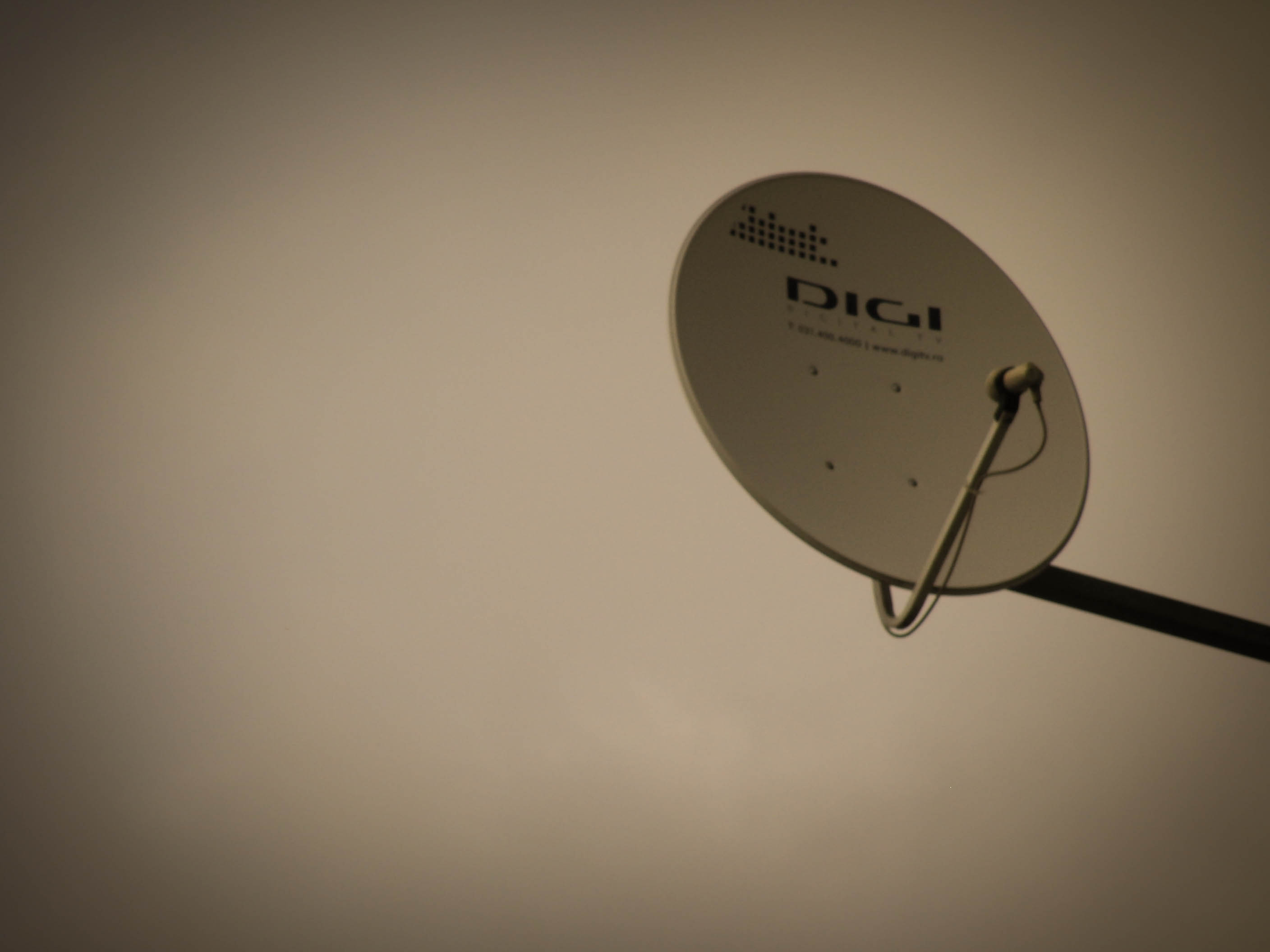
A Digi egyik parabolaantennája

2006 nyarától internetről letölthető segédprogram segítségével feltörhető volt a Digi TV kódolása, és így ingyen nézhető volt a műholdról sugárzott adás. A Nagravision 2 kódolási rendszert használó német Premiere-csomag után a Digi TV-t is nézhetővé tették a trükkös hackerek. Az „ingyen tévé” PC-kártyával vagy úgynevezett okos beltérivel volt elérhető. Az illegális tévézés amúgy nem volt örökéletű dolog, egy kódváltás után bármikor elsötétült újból a képernyő, amíg valaki nem hozta nyilvánosságra a következő kódot. Becslések szerint 40-50 ezren tévéztek illegálisan az országban, ezért a Digi TV feltörésbiztos kódolást vezetett be. 2010. augusztus 4-én a cég az összes csatornáról lekapcsolta a Nagravision 2 (feltörhető) kódolást és a televíziók már csak a Nagravision 3 rendszert támogató előfizetői kártyákkal működnek.

### Discovery-csatornák
A Digi 2012. november 20-án kivette műsorkínálatából a Discovery-csatornákat. A Digi szerint a Discovery túl sokat kért tőlük, és a csatornák benntartása a díjak emelésével járt volna; továbbá érvként hozták fel, hogy a Discovery csatornáinak mindössze 1%-os volt a nézettsége, illetve hogy teljes mértékben kárpótolták a nézőket saját készítésű csatornáikkal. A Discovery szerint jogtalan volt a még élő szerződés felbontása, nem próbálták a terjesztési díjakat emelni, és aláírásgyűjtést szervezett, amit 13 ezren írtak alá.
2013. május 10-én az NMHH 5 millió forintos bírságot szabott ki a Digi-re, mivel a Discovery csatornákat a vállalt határidő előtt, előzetes értesítés nélkül vette ki a csatornakínálatából, ezzel megsértve saját Általános Szerződési Feltételeit (ÁSZF), továbbá késve tett eleget az NMHH felé fennálló 30 napos bejelentési kötelezettségének.
2017-ben a Discovery-adók egy része visszatért a kínálatba: a Discovery Channel és a TLC folytatta a műsorszórást, a Eurosport-csatornák már korábban is a kínálat részét képezték (utóbbiak sokáig a TF1 tulajdonában voltak). 2022-ben visszakerült a kínálatba az Animal Planet és az ID is, míg a Discovery Science nem.

## Saját csatornák

### Ismeretterjesztő
- Digi Life (2012-2022) - Életmóddal, gasztronómiával, hobbival és szépségápolással foglalkozó csatorna (csak Romániában nézhető).
- Digi World (2012-2022) - Természeti, történelmi, tudományi és bűnüldözési műsorokat adó csatorna (csak Romániában nézhető).
- Digi Animal World (2012-2022) - Természetfilmekkel kapcsolatos műsorokat sugároz (csak Romániában nézhető).

### Zene
- Music Channel (2010-2022) (eredeti román név: 1Music Channel) - A legfrissebb slágerek csatornája. Eredetileg az MTV és a VIVA műsorait pótolta (csak Romániában nézhető).
- H!T Music Channel (2010-2022) - Az elmúlt 50 év legnagyobb zenéit adja, hasonlóan a VH1 zenecsatornához. Eredetileg annak a csatornának a műsorait pótolta (csak Romániában nézhető).
- U TV - (csak Romániában nézhető).

### Sport
- Digi Sport 1 (csak Romániában nézhető).
- Digi Sport 2 (csak Romániában nézhető).
- Digi Sport 3 (csak Romániában nézhető).
- Digi Sport 4 (csak Romániában nézhető).
- Digi Sport 5 (Adászárás: Digi Infokanal - megszűnt).

### Hír
- Digi Info (csak Romániában nézhető).
- Digi 24 (csak Romániában nézhető).
- Digi Infokanal (Adászárás: Digi Sport 5 - megszűnt).

### Film
- Film Now (2012-2022) (korábban: DIGI Film) - fizetős, prémium filmcsatorna (csak Romániában nézhető).